# Георгий Седов
Георгий Яковлевич Седов е руски полярен изследовател, хидрограф.

## Произход и първи плавания (1877 – 1914)
Роден е на 23 април 1877 година в село Кривая Коса, Руска империя (днес селище от градски тип Седово, Донецка област, Украйна), в семейство на рибар. След завършване на енорийското училище в родното си село започва работа като помощник в магазин. През 1895 тайно от родителите си отива в Ростов на Дон и постъпва в Морското училище, което подготвя щурмани за далечно плаване в търговския флот. След завършване на обучението през 1898 плава като щурман на различни кораби в Черно море.
През 1901 полага изпити за постъпване в Морския корпус и с чин поручик е назначен в Главното хидрографско управление. През 1902 – 1903 участва в хидрографски експедиции в Северния ледовит океан и Каспийско море, които стават добра школа за по-нататъшните му изследвания.
По време на Руско-японската война (1904 – 1905) командва миноносец базиран в Николаевск на Амур, а след приключването ѝ се връща на старата си служба.

## Експедиционна дейност (1909 – 1914)

### Изследвания в Сибир и Нова Земя (1909 – 1910)
През 1909 изследва устието на река Колима, а през 1910 – Крестовския залив (74°06′ с. ш. 55°35′ и. д. / 74.1° с. ш. 55.583333° и. д., на западното крайбрежие на Нова Земя) и страстно „заболява“ по Арктика. Резултата от двегодишните му изследвания е книгата „Путешествие в Колыму и на Новую Землю в 1909 – 1910 гг.“ (П., 1917).

### Експедиция до Северния полюс (1912 – 1914)
Следващите две години Седов разработва и популяризира подробен план за експедиция към Северния полюс в два етапа: на кораб, а след това с кучешки впрягове. Планът му се посреща скептично от правителството и не получава финансова подкрепа. Налага се да събира средства чрез подписка и от частни спонсори.
През август 1912 на кораба „Свети Фока“ предприема експедиция до Северния полюс, базирана на своя разработен план. От Архангелск корабът се отправя към архипелага Земя на Франц Йосиф, от където Седов възнамерява да стигне до полюса с кучешки впрягове, но поради непроходимите ледове се налага да зимува на северозападното крайбрежие на Нова Земя, на 76° с.ш., п-ов Панкратев.
През зимата на 1912 – 1913, по време на зимуването, уточнява конфигурацията на северозападните брегове на Нова Земя, като открива и картира заливите Борзов (76°10′ с. ш. 61°00′ и. д. / 76.166667° с. ш. 61° и. д.) и Иностранцев (76°30′ с. ш. 66°00′ и. д. / 76.5° с. ш. 66° и. д.). Участниците в експедицията Владимир Юлиевич Визе и Михаил Алексеевич Павлов, заедно с два матроса, изследват вътрешните райони на Северния остров и откриват хребетите Менделеев (1052 м) и Ломоносов (790 м).
Зимуването преминава успешно, през август 1913 „Свети Фока“ достига до Земя на Франц Йосиф и поради липса на въглища се установява на ново зимуване в залива Тихи на остров Хукер. Второто зимуване е много по-тежко от предишното – свирепства скорбута. Седов също е болен, но се крепи и се подготвя през пролетта да атакува полюса. В началото на февруари 1914 независимо от слабостта и болестта Седов с матросите Григорий Линик и Александър Пустошни напускат кораба и с три шейни се отправят на север. Четиридесетградусовият студ, ураганните ветрове, ледовете и незамръзналите участъци, напълно съсипват Седов. На 3 км от остров Рудолф, на 20 февруари Седов умира на 36-годишна възраст. Погребан от двамата матроси на нос Аук.
През пролетта на 1914 Владимир Визе изследва остров Хукер и извършва систематически наблюдения върху движението на ледовете, а Павлов извършва геоложко проучване на острова. В края на юли 1914 „Свети Фока“ се освобождава от ледовете и се завръща в Архангелск.

## Памет
Неговото име носят:
Географски обекти:
- връх Седов (76°33′ с. ш. 66°17′ и. д. / 76.55° с. ш. 66.283333° и. д., 644 м), на северозападната част на Северния остров на Нова земя;
- залив Седов (70°12′ с. ш. 58°31′ и. д. / 70.2° с. ш. 58.516667° и. д.), на Баренцово море, на северозападното крайбрежие на остров Вайгач;
- залив Седов (75°59′ с. ш. 60°12′ и. д. / 75.983333° с. ш. 60.2° и. д.), на Баренцово море, на западното крайбрежие на Северния остров на Нова земя;
- залив Седов (76°50′ с. ш. 97°52′ и. д. / 76.833333° с. ш. 97.866667° и. д.), на Карско море, на северното крайбрежие на остров Норд, архипелага Норденшелд;
- залив Седов (74°43′ с. ш. 59°42′ и. д. / 74.716667° с. ш. 59.7° и. д.), на Карско море, на източното крайбрежие на Северния остров на Нова земя;
- ледник Седов (80°20′ с. ш. 52°55′ и. д. / 80.333333° с. ш. 52.916667° и. д.), на северозападната част на остров Хукер, в архипелага Земя на Франц Йосиф;
- нос Седов (69°22′ ю. ш. 14°00′ и. д. / 69.366667° ю. ш. 14° и. д.), в Антарктида, Бряг Принцеса Астрид;
- нос Седов (80°20′ с. ш. 52°45′ и. д. / 80.333333° с. ш. 52.75° и. д.), на северозападния бряг на остров Хукер, в архипелага Земя на Франц Йосиф;
- о-ви Седов (70°12′ с. ш. 58°31′ и. д. / 70.2° с. ш. 58.516667° и. д.), в Баренцово море, край северозападния бряг на остров Вайгач;
- о-ви Седов (79°28′ с. ш. 91°32′ и. д. / 79.466667° с. ш. 91.533333° и. д.), в Карско море, архипелага Северна земя;
- подводна долина Седов, в Северния ледовит океан, в подводния хребет Гакел;
- проток Седов (76°16′ с. ш. 94°49′ и. д. / 76.266667° с. ш. 94.816667° и. д.), в Карско море, между островите Правда на северозапад и Нансен на югоизток, в архипелага Норденшелд;
- река Седов, на остров Котелни, в Новосибирските о-ви;
- селище от градски тип Седово (47°04′ с. ш. 38°10′ и. д. / 47.066667° с. ш. 38.166667° и. д.), в Донецка област, Украйна.

Други:
- морско училище „Георгий Седов“, в Ростов на Дон, Русия;
- руски ледоразбивач „Георгий Седов“;
- руски хидрографски ледоразбивач „Георгий Седов“;
- улица „Георгий Седов“, в градовете Екатеринбург, Казан, Камишин, Липецк, Москва, Мурманск, Новосибирск, Перм, Ростов на Дон, Санкт Петербург, Северодвинск, Тула и Тюмен в Русия;
- улица „Георгий Седов“, в градовете Днипро, Запорожие, Киев, Севастопол и Таганрог в Украйна.